# Carlo Arrivabene Valenti Gonzaga
Carlo Arrivabene Valenti Gonzaga (Mantova, 3 ottobre 1820 – Mantova, 7 ottobre 1874) è stato un politico italiano, deputato al Parlamento del Regno d'Italia.

## Biografia

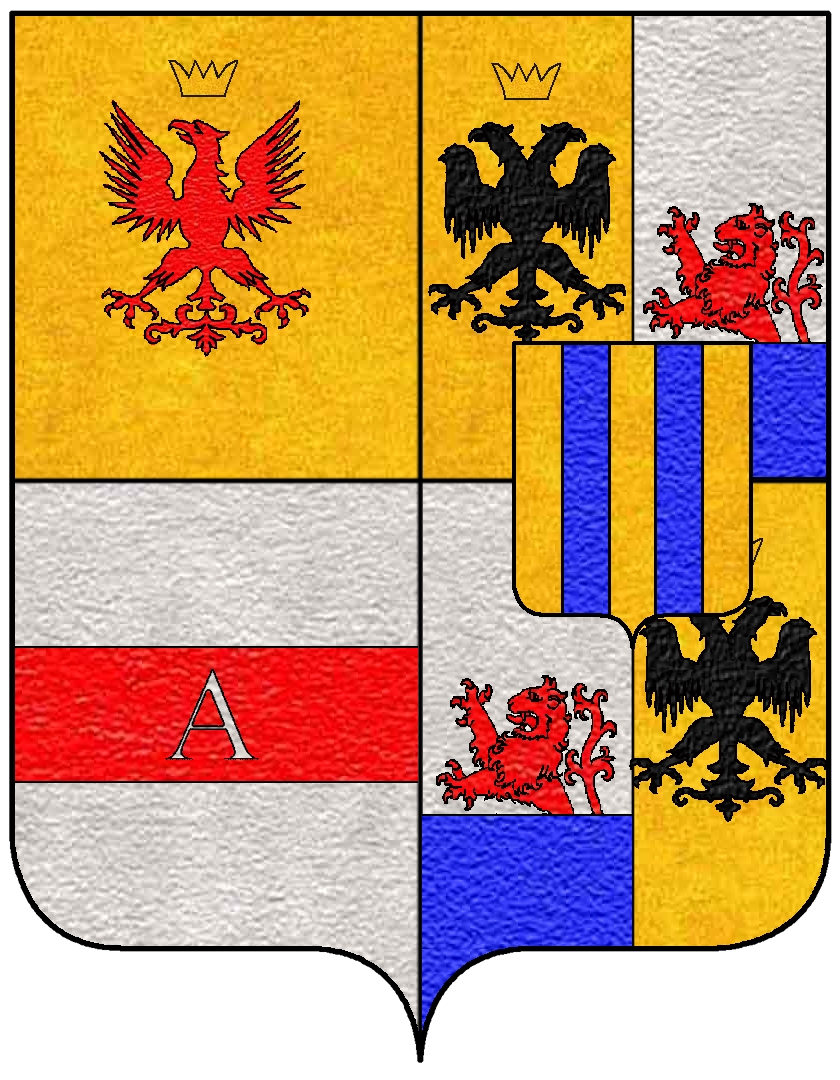
Stemma degli Arrivabene Valenti Gonzaga

Era figlio del conte Francesco e della contessa Teresa Valenti Gonzaga.
Studiò giurisprudenza all'Università di Paviae divenne poi insegnante e giornalista. Fu eletto alla Camera dei deputati per tre Legislature (IX, X, XI).
Suo figlio Silvio nel 1900 venne nominato senatore del Regno.